# Géocasting
| Types de routage |
| ---------------- |
| Anycast          |
| Broadcast        |
| Multicast        |
| Unicast          |
| Géocast          |

Le géocasting (ou géocast, diffusion géographique) est une technique de routage de paquet sur un réseau MANET (mobile ad-hoc network) qui a pour but de transmettre des données à l'ensemble des nœuds situés dans une zone géographique donnée. Il a principalement été développé pour les réseaux MANET, dans lesquels chaque nœud peut être un routeur et chaque nœud peut se déplacer changeant ainsi très fréquemment la topologie du réseau. Beaucoup de protocoles de routages unicast et multicast existent pour ce type de réseau. Mais contrairement au routage multicast où un nœud doit s'inscrire pour appartenir au groupe de receveurs, avec le géocast un nœud doit juste rentrer dans la zone pour pouvoir recevoir des paquets.

## Intérêts
Le géocast présente un grand nombre d'intérêts notamment pour la sécurité civile, comme la police ou les pompiers qui lors d'un sinistre ou d'une catastrophe naturelle pourraient joindre n'importe quel autre acteur dans une zone donnée, en l'occurrence ils pourraient joindre n'importe qui dans la zone du sinistre. De même pour une application militaire, où l'information doit souvent être fournie à l'ensemble d'un groupe dans une zone donnée.
En outre, on peut prévoir une utilisation commerciale, notamment pour la publicité. Par exemple, si on veut que toute personne passant à proximité d'un magasin reçoive une publicité, il faut décrire une zone géographique dans laquelle on envoie à tous les données.

## Protocoles principaux
- LBM
- GeoTORA
- GeoGRID
- GAMER